# Мозер, Кристина
Кристина Хельга Мозер (в замужестве — Гёттерт) (нем. Christina Helga Moser (Göttert), род. 23 сентября 1960, Западный Берлин) — немецкая хоккеистка (хоккей на траве), защитник и полузащитник. Серебряный призёр летних Олимпийских игр 1984 года, чемпионка мира 1981 года, серебряный призёр чемпионата мира 1978 года, бронзовый призёр чемпионата Европы 1984 года.

## Биография
Кристина Мозер родилась 23 сентября 1960 года в Западном Берлине.
Играла в хоккей на траве за «Бранденбург» из Западного Берлина. В его составе трижды выигрывала чемпионат ФРГ по индорхоккею (1986, 1988—1989), в 1990 году — Кубок европейских чемпионов по индорхоккею.
Выступала в основном в полузащите и на позиции последнего защитника.
В 1978 году завоевала серебряную медаль на чемпионате мира в Мадриде, в 1981 году — золото на чемпионате мира в Буэнос-Айресе.
В 1984 году завоевала бронзовую медаль чемпионата Европы в Лилле.
В том же году вошла в состав женской сборной ФРГ по хоккею на траве на летних Олимпийских играх в Лос-Анджелесе и завоевала серебряную медаль. Играла в поле, провела 5 матчей, забила 1 мяч в ворота сборной Канады.
Дважды выигрывала золотые медали чемпионата Европы по индорхоккею — в 1977 году в Брюсселе и в 1981 году в Западном Берлине.
В 1977—1987 годах провела за сборную ФРГ 164 матча (142 на открытых полях, 22 в помещении).
В 1992 году завершила игровую карьеру.
Жила в Берлине, была социальным работником.

## Семья
Старшая сестра Петра Мозер также играла в хоккей на траве за «Бранденбург».